# Ypsilina
Ypsilina is een monotypisch geslacht van schimmels uit de onderstam Pezizomycotina. Het bevat alleen Ypsilina buttingtonensis.